# كدوشة
كدوشة هي شخصية كرتونية سعودية ابتكرتها الفنانة والمصممة شريفة الشيخي، وظهرت للمرة الأولى في عام 2018 من خلال فيلم رسوم متحركة قصير بعنوان "كدوشة في حفلة زواج ج1

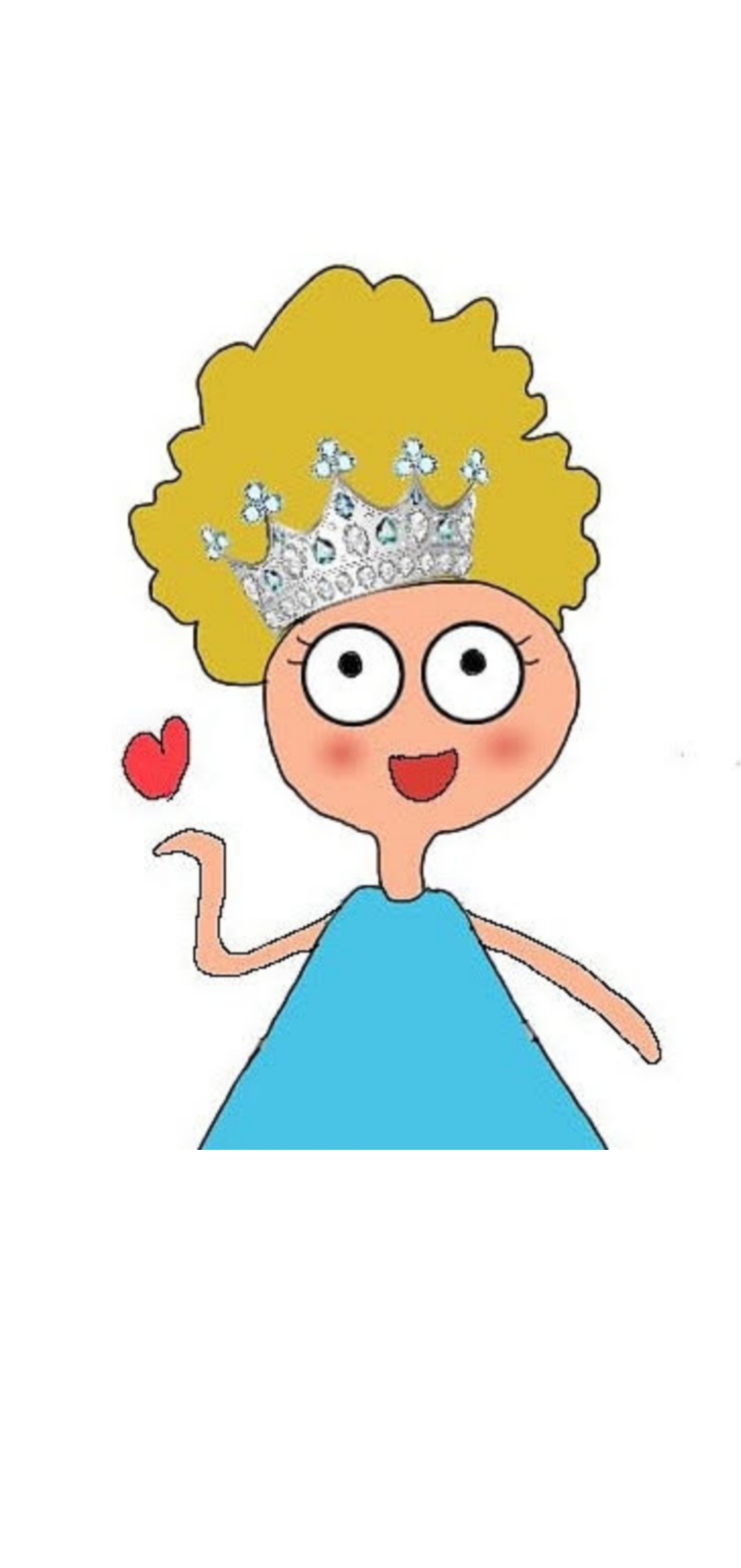

تتميز هذه الشخصية بطابعها الكوميدي والاجتماعي، حيث تسلط الضوء على مواقف الحياة اليومية في المجتمع السعودي بطريقة ساخرة ومرحة

###### معلومات عامة
البلد: المملكة العربية السعودية
الجنسية: سعودية
رسم وتأليف: شريفة الشيخي
نوع الرسم: رسم كاركتير
الظهور الأول للشخصية: 27 يونيو 2014
النوع: كوميديا اجتماعية
اللهجة: سعودية (شعبية – حجازية في الغالب)

### من هي كدوشة؟
كدوشة هي فتاة سعودية ذات شعر كثيف، وهذا ما يعكسه اسمها الذي يستخدم في اللهجة المحلية لوصف الشعر الكثيف المنكوش او غير مرتب تتناول الشخصية مواضيع متنوعة مثل الحياة الأسرية، المدرسة، الزواج، والطقوس الاجتماعية، وتقدمها بأسلوب فكاهي يجذب مختلف الفئات العمرية

#### أين يمكن مشاهدة حلقات كدوشة؟
يمكنك متابعة حلقات كدوشة عبر قناتها الرسمية على اليوتيوب او من صفحاتها الرسمية على السوشل ميديا

##### النشأة والتطوير
ظهرت فكرة الشخصية عندما رسمتها شريفة الشيخي سريعًا على ورقة خارجية، ثم طورتها لاحقًا إلى عمل كرتوني تولت الشيخي بنفسها جميع مراحل الإنتاج من الفكرة والرسم إلى التحريك والأداء الصوتي وقد بدأ عرض أعمال كدوشة على موقع يوتيوب ولاقت شهرة واسعة داخل المملكة العربية السعودية وخارجها.

### المواضيع
تعالج الحلقات قضايا اجتماعية من واقع المجتمع السعودي، مثل:
الزواج والعلاقات الأسرية
طقوس المناسبات الشعبية
العادات اليومية للفتيات
التعليقات الساخرة على المواقف المجتمعية

#### ماهي أفضل حلقات كدوشة الكرتونية التي نالت إعجاب الجمهور:
1. كدوشة في حفلة زواج ج1
الحلقة التي انطلقت منها شهرة كدوشة، وصدرت في 7 فبراير 2018.
تُبرز طقوس الزواج من وجهة نظر المرأة السعودية الشعبية، بأسلوب فكاهي واضح، وحققت أكثر من 3.5 مليون مشاهدة خلال أسبوعين فقط
2. لما أطبخ في رمضان
تسلط الضوء على مواقف يومية في رمضان، خاصة مشقة الطهي والإعدادات الرمضانية، بتعليقات كدوشة الطريفة والواقعية .
3. أول يوم في المدرسة (ج1 + ج2)
تصور "كدوشة" موقف أول يوم المدرسة، وتقارن بين تجارب المجتمع بأسلوب طريف .

##### لماذا هذه الحلقات هي الأفضل؟
أصلية ومبدعة: من إنتاج شريفة الشيخي بالكامل، بما في ذلك الرسم والتحريك والأداء الصوتي، مما يعطيها طابعاً فريداً .
واقعية وساخرة: تتناول مواضيع يومية تجمع الجمهور، في الأعياد، المدرسة، المنزل، وغيرها.
شعبية كبيرة: ملايين المشاهدات لكل عمل، مما يعكس تفاعل الناس العفوي والواسع مع المواضيع المطروحة.
youtube
instagram
tiktok
صحيفة البلاد
صحيفة مكة المكرمة
صحيفة مكة الالكترونية